# Когалыколь (Кызылординская область)
Когалыколь (каз. Қоғалыкөл, до 27 декабря 1997 — Октябрь) — село в Сырдарьинском районе Кызылординской области Казахстана. Административный центр и единственный населённый пункт Когалыкольского сельского округа. Находится примерно в 35 км к юго-востоку от районного центра, посёлка Теренозек. Код КАТО — 434845100.

## Население
В 1999 году население села составляло 2771 человек (1400 мужчин и 1371 женщина). По данным переписи 2009 года, в селе проживали 2774 человека (1409 мужчин и 1365 женщин).